# Vol Linjeflyg 618
 (novembre 2019).
Si vous disposez d'ouvrages ou d'articles de référence ou si vous connaissez des sites web de qualité traitant du thème abordé ici, merci de compléter l'article en donnant les références utiles à sa vérifiabilité et en les liant à la section « Notes et références ».
Le vol Linjeflyg 618 est marqué par l'accident du Vickers 838 Viscount lors de l'approche de l'aéroport de Stockholm-Bromma à 9 h 5 le 15 janvier 1977. Les vingt-deux personnes à bord de l'avion périssent lorsqu'il s'écrase à Kälvesta, en Suède. Ce vol intérieur reliant Malmö via Kristianstad, Växjö et Jönköping est exploité par la compagnie suédoise Skyline (en) pour le compte de Linjeflyg dans le cadre de ses liaisons domestiques. L'accident est causé par le givrage du stabilisateur horizontal. La faible puissance de deux des moteurs a réduit la capacité de « réchauffe », le système de protection contre le givrage, provoquant une accumulation de glace, la perte de contrôle et d'altitude. L'avion est finalement entré dans un piqué abrupt. Parmi les défunts se trouve le joueur de tennis de table Hans Alsér.

## Vol
En raison des retards dans la livraison de leur nouvel avion Fokker F28 Fellowship, la compagnie Linjeflyg commence en 1975 à faire sous-traiter des vols par la compagnie suédoise Skyline. Cette dernière exploite trois Vickers Viscount au cours de cette période, utilisant leur propre équipage et avion, mais avec les codes de vol de Linjeflyg facturés sur une base horaire. À la fin des années 1970, Linjeflyg reste l'un des principaux clients de Skyline.
Le vol 618 est un vol de passagers régulier intérieur opéré le 15 janvier 1977  à l'aide d'un Vickers 838 Viscount, enregistré sous l'identifiant de vol SE-FOZ et le numéro de série 372. L'avion est acheté par Skyline en 1976 pour remplacer un petit Viscout 784. Le nouvel avion est mis en service en 1961 et a effectué 12 208 heures de vol au moment de l'accident. Le vol 618 doit décoller de l'aéroport de Malmö-Sturup pour rejoindre celui de Stockholm-Bromma, avec des escales aux aéroports de Kristianstad (en), Växjö Småland et Jönköping. Le vol commence de façon nominale jusqu'à la descente sur Bromma. Il y emporte dix-neuf passagers et un équipage de trois personnes à bord. Parmi les passagers se trouve le célèbre joueur de tennis de table Hans Alsér.

## Accident
Pendant le vol, les moteurs numéro deux et trois ont fonctionné à puissance réduite pendant une période prolongée, ce qui a fait descendre la température du système de protection contre le givrage en dessous des seuils minimaux. Le stabilisateur horizontal était donc soumis au givrage atmosphérique. Les pilotes l'ont remarqué à une altitude de 350 mètres (1 150 pi) lorsqu'ils ont perdu le contrôle de l'appareil et perdu de l'altitude.
L'avion est entré en piqué et s'est écrasé sur un parking de Kälvesta, un quartier de Stockholm. L'impact a eu lieu à 9 h 5, heure locale, à 4,5 kilomètres (2,8 mi) de la piste. Il n'y a pas eu de survivant.